# エミル・レーディガー
エミル・レーディガー（Emil Rödiger, 1801年10月13日、ザンガーハウゼン - 1874年6月15日）は、ドイツの東洋学者。
ハレ大学で哲学と神学を学び、そこで1830年に東洋語の助教授、1835年に正教授となった。1860年にベルリンに移り、晩年をそこで過ごした。
彼の出版物には、ルクマーンの寓話の新版 (Lokman's Fables, 1830)、『シリア語選文集』(Syrische Crestomathie, 1838)、『ヒムヤル語碑文』(Himjaritische Schriftmonumentie, 1841) がある。ヴィルヘルム・ゲセニウス (1786-1842) の死後、『ヘブライ語辞典』(Thesaurus Linguae Hebraicae) を引き継いで完成させ、またゲセニウスのヘブライ語文法の第13版から第21版 (1874年) までの編者となった。